# 图像自动标注
图像自动标注是由计算机系统自动通过图片说明或关键词的形式分配元数据给一张数字图像的过程。这个计算机视觉技术的应用被用在图像检索系统来对数据库组织和定位感兴趣的图像。
这种方法可以被看作是一种具有非常大量类别（有词汇量那么大）的多元分类的图像分类问题。通常，提取特征向量和训练标注单词的图像分析使用机器学习技术来尝试对新图像自动标注标签。刚开始的方法学习图像的特征和训练标签之间的相关性，之后技术发展为使用机器翻译尝试翻译带“视觉词汇”的文本词汇，或聚集区域blobs。遵循这些努力的工作包括分类方法、相关模型等。
与基于内容的图像检索相比，自动图像标注的优点是，查询可以由用户更自然地指定。基于内容的图像检索通常（目前）需要用户去通过图像的概念进行搜索，如颜色和纹理，或查找示例查询。在示例图像中的某些图像特征可能会覆盖用户真正关注的概念。图像检索的传统方法，如被库使用的，依赖于手动标注的图像，而这是昂贵和费时的，尤其是给定大量不断增长的图像数据库。
有些标注引擎是在线的，其中包括宾夕法尼亚州立大学研究人员开发的ALIPR.com实时标记引擎和Behold图像搜索。